# ۱۰۰۱ فیلم که باید پیش از مرگ ببینید
۱۰۰۱ فیلم که باید پیش از مرگ ببینید کتاب سالانه جدیدی از استیون جی اشنایدر است که در آن یکی از ۷۰ منتقد شرکت کننده در مورد فیلم‌ها نظر می‌دهد. اولین کتاب از این مجموعه در سال ۲۰۰۳ در استرالیا منتشر شد و موفقیت زیادی کسب کرد. در آوریل ۲۰۰۴ در فهرست پرفروش‌ترین کتاب‌ها به رتبه هفتم رسید. این باعث شد او در ABC یک نمایش داشته باشد. شماره فعلی در اکتبر ۲۰۲۰ منتشر شد. کتاب‌های این مجموعه به چندین زبان ترجمه خواهند شد.
استیون جی اشنایدر نویسنده ای متخصص در فیلم است. او دارای مدرک فلسفه از دانشگاه هاروارد و در مطالعات سینما از دانشگاه نیویورک است. او در فیلم‌های ترسناک تخصص دارد. نویسندگان این کتاب از منتقدان برجسته سینما و متخصص در ژانرهای مختلف هستند. فیلم‌های این کتاب بر اساس شهرت، موفقیت در گیشه، جایگاه ژانر یا اهمیت و تأثیرشان در سینمای جهان تعیین شدند.
این فهرست شامل فیلم‌هایی از ده‌ها ژانر مختلف فیلم (کمدی، درام، موزیکال، ترسناک، وسترن، علمی تخیلی و غیره) است. عمومیت فیلم‌های آمریکایی در این فهرست با هژمونی هالیوود در صنعت فیلم جهانی و منابع عظیم به کار گرفته شده توسط استودیوها و تهیه‌کنندگان قابل توجیه است. در این فهرست برخی از آثار کلاسیک سینمای جهان مانند فیلم‌های هنرهای رزمی آسیایی، نئورئالیسم ایتالیایی و نوول وگ فرانسوی نیز گنجانده شده‌است.

## آمار
| کارگردانان با بیشترین نامزد |    |
| --------------------------- | -- |
| آلفرد هیچکاک                | ۱۶ |
| اینگمار برگمان              | ۱۰ |
| هاوارد هاکس                 | ۱۰ |
| لوئیس بونوئل                | ۹  |
| استنلی کوبریک               | ۹  |
| استیون اسپیلبرگ             | ۹  |
| جان فورد                    | ۸  |
| ژان-لوک گدار                | ۸  |
| جان هیوستون                 | ۸  |
| ویلیام وایلر                | ۸  |
| فدریکو فلینی                | ۷  |
| وودی آلن                    | ۶  |
| رابرت آلتمن                 | ۶  |
| میکل‌آنجلو آنتونیونی         | ۶  |
| جرج کیوکر                   | ۶  |
| مایکل کورتیز                | ۶  |
| آکیرا کوروساوا              | ۶  |
| دیوید لین                   | ۶  |
| وینسنت مینلی                | ۶  |
| مایکل پاول                  | ۶  |
| مارتین اسکورسیزی            | ۶  |
| بیلی وایلدر                 | ۶  |
| روبر برسون                  | ۵  |
| جیمز کامرون                 | ۵  |
| فرانک کاپرا                 | ۵  |
| فریتس لانگ                  | ۵  |
| امریک پرسبرگر               | ۵  |
| ژان رنوآر                   | ۵  |
| الیور استون                 | ۵  |
| فرانسوا تروفو               | ۵  |
| پل ورهوفن                   | ۵  |
| اورسن ولز                   | ۵  |
| برناردو برتولوچی            | ۴  |
| تاد براونینگ                | ۴  |
| جان کاساوتیس                | ۴  |
| فرانسیس فورد کوپولا         | ۴  |
| چارلی چاپلین                | ۴  |
| کارل تئودور درایر           | ۴  |
| سرگئی آیزنشتاین             | ۴  |
| راینر ورنر فاسبیندر         | ۴  |
| دی. دبلیو. گریفیث           | ۴  |
| ورنر هرتسوک                 | ۴  |
| کریشتوف کیشلوفسکی           | ۴  |
| سیدنی لومت                  | ۴  |
| پیتر جکسون                  | ۴  |
| انگ لی                      | ۴  |
| بری لوینسون                 | ۴  |
| جوزف ال. منکیه‌ویچ           | ۴  |
| لئو مک‌کری                   | ۴  |
| فریدریش ویلهلم مورنائو      | ۴  |
| ماکس افولس                  | ۴  |
| سام پکینپا                  | ۴  |
| اتو پرمینگر                 | ۴  |
| نیکلاس ری                   | ۴  |
| ساتیاجیت رای                | ۴  |
| راب راینر                   | ۴  |
| روبرتو روسلینی              | ۴  |
| ریدلی اسکات                 | ۴  |
| آندری تارکوفسکی             | ۴  |
| لوکینو ویسکونتی             | ۴  |

| کشور                |     |
| ------------------- | --- |
| ایالات متحده آمریکا | ۵۶۹ |
| فرانسه              | ۱۵۵ |
| بریتانیا            | ۹۵  |
| ایتالیا             | ۷۳  |
| آلمان               | ۶۱  |
| ژاپن                | ۳۰  |
| سوئد                | ۱۹  |
| استرالیا            | ۱۸  |
| روسیه               | ۱۷  |
| اسپانیا             | ۱۴  |
| هنگ کنگ             | ۱۴  |
| لهستان              | ۱۲  |
| کانادا              | ۱۱  |
| چین                 | ۹   |
| هند                 | ۹   |
| ایران               | ۹   |
| جمهوری چک           | ۹   |
| تایوان              | ۹   |
| برزیل               | ۸   |
| نیوزیلند            | ۸   |
| مکزیک               | ۸   |
| هلند                | ۸   |
| سوئیس               | ۸   |
| دانمارک             | ۷   |
| مجارستان            | ۶   |
| بلژیک               | ۵   |
| اتریش               | ۵   |
| نروژ                | ۳   |
| پرتغال              | ۳   |
| کره جنوبی           | ۳   |
| اوکراین             | ۳   |
| الجزایر             | ۲   |
| کوبا                | ۲   |
| اسرائیل             | ۲   |
| فنلاند              | ۲   |
| پرو                 | ۲   |
| سنگال               | ۲   |
| صربستان             | ۲   |
| اسلواکی             | ۲   |
| آفریقای جنوبی       | ۲   |
| ترکیه               | ۲   |
| افغانستان           | ۱   |
| آرژانتین            | ۱   |
| ارمنستان            | ۱   |
| بوسنی و هرزگوین     | ۱   |
| بلاروس              | ۱   |
| شیلی                | ۱   |
| مصر                 | ۱   |
| یونان               | ۱   |
| جمهوری ایرلند       | ۱   |
| جامائیکا            | ۱   |
| مالی                | ۱   |
| فیلیپین             | ۱   |
| عربستان سعودی       | ۱   |
| اسلوونی             | ۱   |
| ویتنام              | ۱   |